# Lomamyia trombetensis
Lomamyia trombetensis là một loài côn trùng trong họ Berothidae thuộc bộ Neuroptera. Loài này được Penny miêu tả năm 1985.